# Árni Magnússon
Árni Magnússon, inaczej Arne Magnussen (ur. 13 listopada 1663 w Kvennabrekka, zm. 7 stycznia 1730 w Kopenhadze) – islandzki antykwariusz i filolog, badacz średniowiecznej literatury islandzkiej.

## Życiorys
Árni Magnússon urodził się 13 listopada 1663 roku w Kvennabrekka, był synem Magnúsa Jónssona i Guðrún Ketilsdóttir. Niewiele wiadomo o jego dzieciństwie i młodości. Był wychowywany przez rodziców matki w Hvammur i edukację odbierał od dziadka. Po jego śmierci w 1670 roku opiekował się nim wuj, Páll Pálsson. Od 1680 roku Árni Magnússon uczęszczał przez trzy lata do szkoły w Skálholt i zaprzyjaźnił się wówczas z późniejszym biskupem Björnem Þorleifssonem, Jónem Halldórssonem i późniejszym biskupem Jónem Þorkelssonem Vídalínem. W 1683 roku wyjechał wraz z ojcem do Kopenhagi i zaczął na Uniwersytecie Kopenhaskim studia w zakresie teologii. Rok później zaczął pracować z profesorem Thomasem Bartholinem młodszym, który otrzymał od króla zadanie przygotowania duńskich i norweskich manuskryptów do publikacji. To z powodu nacisków Bartholina król zakazał eksportu islandzkich manuskryptów i sprzedaży ich poza granice państwa w 1685 roku.
W tym samym roku Árni Magnússon ukończył studia, ale bardziej interesowały go wczesna historia Skandynawii i jej literatura. Zaraz po zakończeniu nauki wyjechał na Islandię, by uporządkować sprawy po śmierci ojca, który zmarł w poprzednim roku. W tym czasie zbierał także dla Bartholina islandzkie manuskrypty, ale większość z odkrytych prac zachował dla siebie, rozpoczynając tworzenie własnej kolekcji. Zimę 1685/1686 przymusowo spędził na Islandii z powodu braku statków płynących do Danii; okres ten spędził ucząc się technik kopiowania tekstu. Następne cztery lata spędził z Bartholinem, tłumacząc stare teksty na łacinę, oraz powiększając własną kolekcję. Odbywał podróże po Norwegii, Szwecji i Islandii, by kolekcjonować książki i manuskrypty. W 1697 roku został sekretarzem tajnych archiwów, a w 1701 roku profesorem filozofii i wczesnej historii Danii. Od 1702 do 1710 roku przebywał na Islandii z misją mającą ocenić kondycję ekonomiczną wyspy. W tym czasie spędził także wiele czasu na zbieraniu islandzkich manuskryptów. Dwukrotnie też wyjeżdżał wtedy do Danii. Pierwszy raz zimą 1705-1706. Także zimę 1708-1709 spędził w Kopenhadze, a 16 maja 1709 roku ożenił się z Dunką Mette Jensdatter Fischer, 19 lat od niego starszą wdową. Jesienią tego roku Árni Magnússon wyjechał na Islandię i nie widział się z żoną kolejne trzy lata.
W 1712 roku opuścił po raz ostatni Islandię i wiosną następnego roku dotarł do Kopenhagi. W 1714 roku przeniósł się wraz z żoną do jednego z uniwersyteckich mieszkań dla profesorów. W 1720 roku jego kolekcja została wysłana do Danii. Od następnego roku przez cztery lata był zastępcą bibliotekarza biblioteki uniwersyteckiej. W Nowy Rok 1725 roku Frederik Rostgaard stracił stanowisko kustosza tajnego archiwum i Árni Magnússon przejął jego obowiązki, pełniąc je do końca swojego życia bez formalnej nominacji.
Jego kolekcja w sporej części spłonęła w pożarze Kopenhagi, który wybuchł wieczorem 20 października 1728 roku. Gdy Árni Magnússon dowiedział się rankiem 21 października o zagrożeniu jego biblioteki, próbował ratować ją wraz ze sługami i dwoma Islandczykami, Jónem Ólafssonem i późniejszym biskupem Finnurem Jónssonem. Książki i meble załadowane na wozy usiłowali wyprowadzić przez zatłoczone ulice do domu Hansa Beckera.
Po pożarze miasta jak wielu innych mieszkańców był pozbawiony dachu nad głową i musiał trzykrotnie się przeprowadzać. W wigilię 1729 roku zachorował, a 6 stycznia Hans Gram spisał jego testament, jednak Árni Magnússon nie był w stanie podpisać go samodzielnie. Zmarł 7 stycznia o godzinie 5:45 rano, 12 stycznia został pochowany w katedrze Marii Panny, podówczas wciąż jeszcze nieodbudowanej po pożarze. Jego żona Mette zmarła we wrześniu tego samego roku i została pochowana z mężem.
Pod koniec lat 90. XX wieku większość dzieł jego kolekcji trafiła ponownie na Islandię i została umieszczona w Árni Magnússon Institute przy Uniwersytecie Islandzkim. Kolekcja znana jest jako Arnamagnæan Codex.

## Upamiętnienie
Jego podobizna widnieje na awersie wycofanego już z obiegu banknotu 100 koron islandzkich.